# Алмалик (Узбекистан)
Алмали́к (узб. Olmaliq, Олмалиқ) — місто (з 1951 року) в Ташкентській області Узбекистану. Розташоване на схилах Кураминського хребта, на лівому березі річки Ахангаран, на південний схід від Ташкента за 18 км від залізничної станції Ахан-Гаран. Кінцевий пункт шосе Ташкент — Алмалик. Населення 121 тисяч чоловік (2014).

## Назва
У перекладі з узбецької назва означає «яблунева долина».

## Історія
На лівому березі річки Ахангаран в околицях міста розташовано древнє городище Імпак, яке в середньовіччі було відомо під назвою Тункет. У середньовіччі тут активно добували корисні копалини — область була великим рудним регіоном. Тункет побудований в 6-7 столітті з цитаделлю, палацом володаря та монетним двором занепав перед вторгненням на його територію військ Чингісхана.
На території сучасного Алмалика в роки царської Росії було два невеликих кишлаки — Алмалик та Карамазар. Пошуки родовищ корисних копалин почались з приходом радянської влади — у 1923 році з Ташкенту прибули геологи для дослідження надр і вже у 1924 році були відкриті декілька родовищ окиснених руд.
Будівництво мідно-молібденового комбінату перервала ІІ Світова війна — з 1941 до 1945 рр. на родовищах працювали старателі, а видобуте золото та срібло здавали державі. Будівництво комбінату відновили в 1946 році.
1947 року кишлак Алмалик став робітничим селищем в Пскентському районі. 1948 року укладено проект будівництва майбутнього міста Алмалик. У липні 1951 року отримав статус міста.

## Господарство
Алмалик — центр кольорової металургії Узбекистану. Гірничо-металургійний комбінат, авторемонтний, цементний заводи, виробництво будівельних матеріалів, м'ясокомбінат, хлібозавод.

## Освіта
Вечірній будівельний технікум, вечірній філіал політехнічного інституту.

## Відомі люди
- Георгій Агзамов (1954—1986) — перший гросмейстер Середньої Азії
- Харатьян Дмитро Вадимович (нар. 1960) — радянський і російський актор
- Лену́р Серве́рович Темі́ров (нар. 1990) — український та російський борець класичного стилю.
- Нариман Сейтяг'яєв (нар. 1964) — кримськотатарський та український філолог, тюрколог, фахівець з історії кримськотатарської літератури.